# 체스 신동

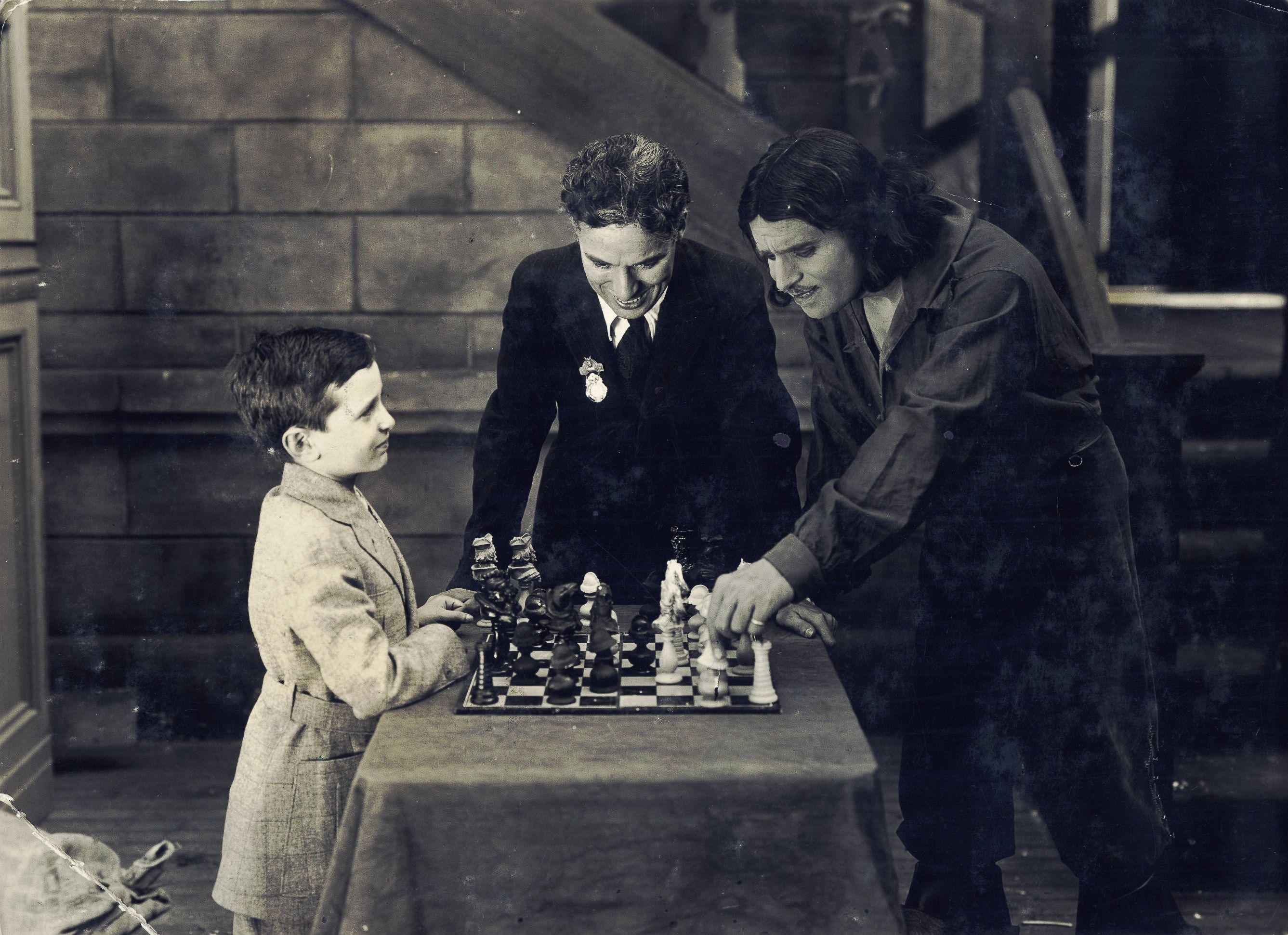
더글러스 페어뱅크스와 체스를 두는 새뮤얼 레셰프스키. 1921년 미국 무성 영화 삼총사 촬영 중 찰리 채플린이 그들을 지켜보고 있다.

체스 신동은 나이에 비해 훨씬 뛰어난 체스 실력을 가진 어린아이를 말한다. 그들의 신동적인 재능은 종종 경험 많은 성인 플레이어들과 심지어 타이틀을 가진 체스 마스터들을 물리칠 수 있게 한다. 일부 체스 신동들은 그랜드마스터가 되거나 심지어 세계 체스 챔피언까지 성장했다.

## 초기 체스 신동
초기 체스 신동으로는 폴 모피 (1837–1884)와 호세 라울 카파블랑카 (1888–1942)가 있는데, 둘 다 12세에 강한 성인 상대를 상대로 경기를 이겼다. 또한 새뮤얼 레셰프스키 (1911–1992)는 6세에 동시 시범 경기를 가졌다. 모피는 공식적인 월드 챔피언 타이틀이 존재하기 전에 세계 최고의 선수가 되었다. 카파블랑카는 세 번째 월드 챔피언이 되었고, 레셰프스키는 타이틀을 얻지는 못했지만 수십 년 동안 세계 최고의 선수 중 한 명이었다.
아르투로 포마르 (1931–2016) 역시 체스 작가들에게 신동으로 불린 선수이다. 그는 11세에 첫 국제 토너먼트 (마드리드 1943)에 참가했으며, 스페인 최초의 그랜드마스터가 되었다.
유타 헴펠 (1960년생)은 6세에 12개의 동시 게임을 플레이하여 9.5-2.5로 승리했다.

## 그랜드마스터를 물리친 최연소 선수
어린 선수가 공식 토너먼트 게임이든 덜 공식적인 조건에서든 그랜드마스터를 물리칠 때 종종 큰 관심이 쏠린다.

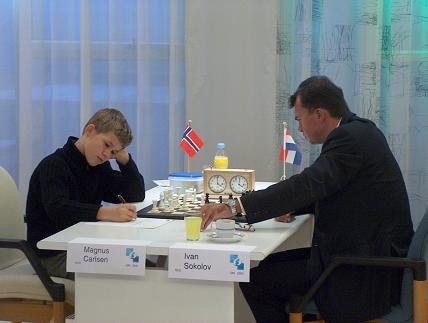
2004년 35세의 이반 소콜로프를 상대로 플레이하는 13세의 망누스 칼센

### 공식 조건
표준 대국 시간 설정에서 그랜드마스터를 물리친 최연소 선수는 싱가포르의 아쉬와스 카우식으로, 2024년 2월에 8세 6개월 11일의 나이로 야체크 스토파를 물리쳤다.
이전 기록은 세르비아의 레오니드 이바노비치가 2024년 1월 세르비아 베오그라드의 노보고디슈니 레이팅 ŠSB에서 8세 11개월 7일의 나이로 밀코 폽체프를 물리치며 세웠다.
2025년 1월, 인도의 아리트 카필은 9세 2개월 18일의 나이로 클래식 시간 제한에서 그랜드마스터를 물리친 세계에서 세 번째로 어린 선수가 되었다.

### 비공식 조건
1976년, 10세의 나이젤 쇼트는 동시 시범 경기의 참가자로서 빅토르 코르치노이를 이겼는데, 이는 코르치노이가 그 행사에서 유일하게 패배한 게임이었다.
1999년, 데이비드 하웰은 8세의 나이로 존 넌을 블리츠 게임에서 물리쳤다.
2021년, 스코틀랜드 출신의 10세 프레데릭 발드하우젠 고든은 lichess.org에서 열린 ECF 그랑프리 래피드 이벤트 1에서 GM 보그단 랄리치를 온라인 래피드 10+5 게임에서 이겼다.
2023년 러시아 출신의 8세 로만 쇼그지예프는 2023년 세계 래피드 체스 선수권 대회에서 GM 자홍기르 바히도프와 GM 요한-세바스티안 크리스티안센을 물리쳤고, 며칠 후에는 2023년 세계 블리츠 체스 선수권 대회에서 GM 키릴 셰브첸코, GM 알란 피쇼트, GM 프라나브 V를 물리쳤다.

## 최연소 그랜드마스터 목록
1950년 국제 체스 연맹에서 그랜드마스터(GM) 칭호가 도입된 이후, 체스 신동의 한 가지 척도는 GM 칭호를 획득한 나이이다. 아래는 최연소 그랜드마스터 기록을 보유했던 선수들로, 나이는 그들이 칭호 자격을 얻은 나이이다. 이는 그들이 공식적으로 그랜드마스터가 된 나이와 같지 않은데, GM 칭호는 FIDE 총회에서만 수여될 수 있기 때문이다. 나열된 국가는 현재 또는 이후 소속이 아닌, 칭호를 획득할 당시 선수가 소속되어 있던 연맹을 나타낸다. 최초의 기록 보유자는 데이비드 브론스타인으로, 1950년 FIDE에 의해 26세에 칭호를 수여받은 최초의 27명 중 최연소였다. 현재 기록은 12세에 자격을 얻은 아비마뉴 미슈라가 보유하고 있다.
| 연도 | 선수                | 국가       | 나이             |
| ---- | ------------------- | ---------- | ---------------- |
| 1950 | 데이비드 브론스타인 | 소련       | 26세             |
| 1952 | 티그란 페트로샨     | 소련       | 23세             |
| 1955 | 보리스 스파스키     | 소련       | 18세             |
| 1958 | 보비 피셔           | 미국       | 15세 6개월 1일   |
| 1991 | 폴가르 유디트       | 헝가리     | 15세 4개월 28일  |
| 1994 | 페테르 레코         | 헝가리     | 14세 4개월 22일  |
| 1997 | 에티엔 바크로       | 프랑스     | 14세 2개월 0일   |
| 1997 | 루슬란 포노마료프   | 우크라이나 | 14세 0개월 17일  |
| 1999 | 부 샹즈히           | 중국       | 13세 10개월 13일 |
| 2002 | 세르게이 카랴킨     | 우크라이나 | 12세 7개월 0일   |
| 2021 | 아비마뉴 미슈라     | 미국       | 12세 4개월 25일  |

다음은 14세 생일 이전에 그랜드마스터 칭호 자격을 충족한 선수들의 목록이다.
| 선수                     | 국가         | 나이             | 출생 연도 |
| ------------------------ | ------------ | ---------------- | --------- |
| 아비마뉴 미슈라          | 미국         | 12세 4개월 25일  | 2009      |
| 세르게이 카랴킨          | 우크라이나   | 12세 7개월 0일   | 1990      |
| 구케시 디                | 인도         | 12세 7개월 17일  | 2006      |
| 야으즈 카안 에르도으무슈 | 튀르키예     | 12세 9개월 29일  | 2011      |
| 야보키르 신다로프        | 우즈베키스탄 | 12세 10개월 5일  | 2005      |
| R 프라그나난다           | 인도         | 12세 10개월 13일 | 2005      |
| 노디르벡 압두사토로프    | 우즈베키스탄 | 13세 1개월 11일  | 2004      |
| 파리마르얀 네기          | 인도         | 13세 4개월 22일  | 1993      |
| 망누스 칼센              | 노르웨이     | 13세 4개월 27일  | 1990      |
| 이반 젬랸스키            | 러시아       | 13세 8개월 21일  | 2010      |
| 웨이 이                  | 중국         | 13세 8개월 23일  | 1999      |
| 앤디 우드워드            | 미국         | 13세 8개월 28일  | 2010      |
| 라우나크 사드와니        | 인도         | 13세 9개월 28일  | 2005      |
| 부 샹즈히                | 중국         | 13세 10개월 13일 | 1985      |
| 새뮤얼 세비안            | 미국         | 13세 10개월 27일 | 2000      |
| 리처드 라포르트          | 헝가리       | 13세 11개월 6일  | 1996      |

참고: 카랴킨은 그랜드마스터 칭호를 획득한 이후 연맹을 변경했다.

### 최연소 여성 그랜드마스터 목록
아래는 그랜드마스터 칭호 자격을 얻은 최연소 여성 선수 기록 보유자들이다 (하위 여성 그랜드마스터 칭호와 혼동하지 말 것):
| 연도 | 선수                | 국가   | 나이       |
| ---- | ------------------- | ------ | ---------- |
| 1978 | 노나 가프린다시빌리 | 소련   | 37세       |
| 1984 | 마이아 치부르다니제 | 소련   | 23세       |
| 1991 | 폴가르 수산         | 헝가리 | 21세       |
| 1991 | 폴가르 유디트       | 헝가리 | 15세 4개월 |
| 2002 | 코네루 훔피         | 인도   | 15세 1개월 |
| 2008 | 허우 이판           | 중국   | 14세 6개월 |